# Alcyonium brioniense
Alcyonium brioniense är en korallart som beskrevs av Kükenthal 1907. Alcyonium brioniense ingår i släktet Alcyonium och familjen läderkoraller. Inga underarter finns listade i Catalogue of Life.